# Kaheksija
Kaheksíja (grško kakhektía, kakhékten - slaboten) je sindrom, pri katerem presnovne spremembe, po vsej verjetnosti povzročene zaradi kroničnega delovanja vnetnih dejavnikov, vodijo do shiranosti oz. izgube telesne mase, ki se je ne more nadomestiti samo s prehrano. Izguba vključuje tako maščobe kot tudi pusto telesno maso (tj. skeletno mišičnino) in tako vključuje klinične znake, kot so zmanjšanje telesne teže, atrofija mišic, oslabelost ter izgubo apetita.
Je pozitivni dejavnik tveganja za smrt, tj. pri bolniku s kaheksijo se možnost smrti zelo poveča. Je znak različnih hujših obolenj ali stanj, kot so rakasta obolenja, kronična obstruktivna pljučna bolezen (KOPB), srčno popuščanje, avtoimunske bolezni (npr. revmatoidni artritis), okužbe (npr. AIDS in tuberkuloza), kronični pankreatitis, kronična ledvična odpoved, družinska amiloidna polinevropatija, zastrupitev z živim srebrom (akrodinija) ter zasvojenost z drogami, kot so amfetamini in kokain.

## Patofiziologija
V patofiziologiji sindroma ima osrednjo vlogo po vsej verjetnosti signaliziranje preko citokinov. Pri bolniku so torej zvišane koncentracije tumorje nekrotizirajočega faktorja-α (imenovan tudi kahektin), interlevkinov 1, 6 in 8 (IL-1, IL-6 in IL-8), interferona-γ in induktivnega faktorja proteolize (angleško proteolysis-inducing factor, PIF) ter nekaterih drugih dejavnikov, kot je C-reaktivni protein (CRP). Omenjeni dejavniki imajo tako lipolitično kot tudi proteolitično delovanje (razgrajujejo torej maščobe in beljakovine). Poleg tega delujejo nekateri tudi na melanokortinski sistem v hipotalamusu, kar povzroči pomanjkanje apetita oz. anoreksijo.
Na molekularni ravni je v okviru beljakovinske razgradnje pospešen predvsem od ATP odvisen sistem ubikvitin-proteasom.

## Zdravljenje
Trenutno ni splošno sprejetih zdravil za zdravljenje kaheksije. S pomočjo steroidov, kot so kortikosteroidi in zdravila, ki posnemajo progesteron, ki povečajo apetit, se lahko zveča telesna teža, vendar ni dokazov, da bi popravili izgubo mišičnine. V nekaterih državah v ZDA je dovoljena uporaba medicinske marihuane za zdravljenje kaheksije.